# Karl zu Leiningen (1898-1946)
Friedrich Karl Eduard Erwin zu Leiningen (Straatsburg, 13 februari 1898 – Saransk, Rusland, 2 augustus 1946), vorst van Leiningen, was de zoon van Emich zu Leiningen, de vijfde vorst van Leiningen, en diens echtgenote Feodora zu Hohenlohe-Langenburg, een dochter van Hermann zu Hohenlohe-Langenburg.
Leiningen, telg uit het geslacht Zu Leiningen, trouwde op 24 november 1925 burgerlijk en op 25 november voor de Orthodoxe en Lutherse Kerk met grootvorstin Maria Kirillovna van Rusland, de dochter van grootvorst Kirill Vladimirovitsj van Rusland en diens echtgenote Victoria Melita van Saksen-Coburg en Gotha. Maria is een afstammeling van tsaar Alexander II van Rusland en koningin Victoria van het Verenigd Koninkrijk. 
Karl en Maria kregen zeven kinderen:
- Emich Kyrill Ferdinand Hermann (1926-1991), vorst van Leiningen
- Karl Wladimir Ernst Heinrich (1928-1990)
- Kira Melita Feodora Marie Victoria Alexandra (1930-2005)
- Margarita Ileana Victoria (1932-1996)
- Mechtilde Alexandra (1936-)
- Friedrich Wilhelm Berthold (1938-1998)
- Peter Victor (1942-1943)

Karl stierf in 1946 op 48-jarige leeftijd in een krijgsgevangenenkamp in Rusland. Maria stierf in 1951 te Madrid.